# 库德沃德
库德沃德是德国石勒苏益格－荷尔斯泰因州的一个市镇。总面积7.34平方公里，总人口1349人，其中男性651人，女性698人（2011年12月31日），人口密度184人/平方公里。